# Calista Flockhart
Calista Kay Flockhart (ur. 11 listopada 1964 w Freeport) – amerykańska aktorka. Występowała na Broadwayu, w filmach (m.in. Quiz Show i Klatka dla ptaków), oraz w serialach telewizyjnych: Ally McBeal, Bracia i siostry, Supergirl.
Jest laureatką Złotych Globów i Nagrody Gildii Aktorów Ekranowych, trzykronie nominowana do nagrody Emmy.

## Życie prywatne

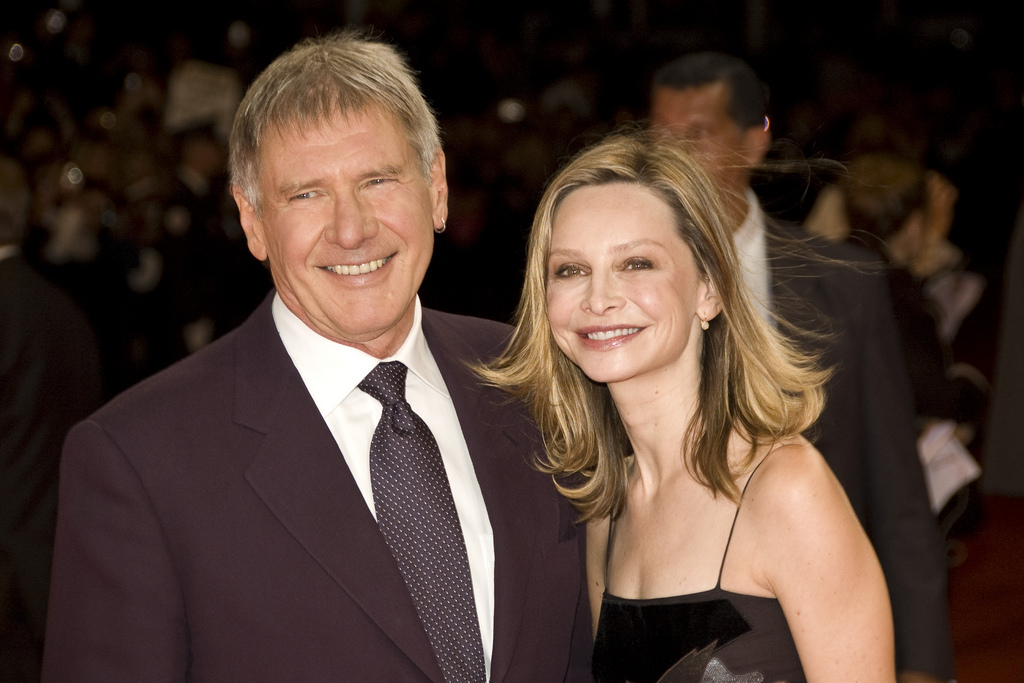
Harrison Ford i Calista Flockhart, 2009

Po ośmiu latach znajomości, wyszła za mąż za Harrisona Forda. Ich ślub odbył się 15 czerwca 2010 w Santa Fe, w stanie Nowy Meksyk. Wychowują razem chłopca, którego aktorka adoptowała jako noworodka w 2001.

## Filmografia
- Guiding Light (1989) jako Elise
- Mecenas Darrow (Darrow, 1991) jako Lillian Anderson
- Lifestories: Families in Crisis (1992) jako Mary-Margaret Carter
- Nagi w Nowym Jorku (Naked in New York, 1993) jako studentka
- Getting In (1994) jako Amanda Morel
- Clear Cut (1994)
- Quiz Show (1994)
- Pictures of Baby Jane Doe (1995) jako Jane
- Pijacy (Drunks, 1995) jako Helen
- Klatka dla ptaków (The Birdcage, 1996) jako Barbara Keeley
- Milk & Money (1996) jako Christine
- Jak kłamać w Ameryce (Telling Lies in America, 1997) jako Diney Majeski
- Kancelaria adwokacka (The Practice, 1998) jako Ally McBeal
- Happily Ever After: Fairy Tales for Every Child (1999) Vanna Van
- Sen nocy letniej (A Midsummer Night's Dream, 1999) jako Helena
- Ally (1999) jako Ally McBeal
- Na pierwszy rzut oka[2] (2000) jako Christine Taylor
- Saturday Night Live (2000) jako Host
- Bash: Latter-Day Plays (2001)
- Ally McBeal (1997–2002) jako Ally McBeal
- Ujęcie (The Last Shot, 2004) jako Valerie Weston
- Delikatna (Frágiles, 2005) jako Amy Nicholls
- Bracia i siostry (Brothers & Sisters, 2006–2011) jako Kitty Walker
- Supergirl (Supergirl, 2013 – 2017) jako Cat Grant

## Nagrody
- Złoty Glob Najlepsza aktorka w serialu komediowym lub musicalu: 1998 Ally McBeal
- Nagroda Gildii Aktorów Ekranowych Najlepszy zespół aktorski w serialu komediowym: 1999 Ally McBeal